# 월드컵경기장역 (대전)
월드컵경기장(노은도매시장)역(Worldcup Stadium(Noeun Wholesale Market) station, 월드컵競技場驛)은 대전광역시 유성구 노은동에 있는 대전 도시철도 1호선의 전철역이다. 인근에 대전월드컵경기장과 노은농수산물도매시장이 있다.

## 특징
인근에 대전월드컵경기장이 있어 역명을 정했으며, 역 바로 옆에 있는 노은농수산물도매시장은 병기역명으로 지정되었다.

## 연혁
- 2003년 7월 25일 : 월드컵경기장역으로 역명 확정[2]
- 2007년 4월 17일 : 2단계 (정부청사 ~ 반석) 구간 개통과 함께 영업 개시

## 역 구조
2면 2선의 상대식 승강장이 있는 지하역이다. 스크린도어가 설치되어 있다. 출구는 7개이다.

### 승강장
| 현충원 ↑ |
| \| 상    |
| ↓ 노은   |

| 상행 | ● 대전 도시철도 1호선 | 현충원 · 유성온천 · 대전역 · 판암 방면 |
| 하행 | ● 대전 도시철도 1호선 | 노은 · 지족 · 반석 방면                |

- 승강장 번호는 없다.

## 역 주변
- 노은농수산물도매시장
- 대전월드컵경기장 (프로축구 K리그1 대전 하나 시티즌 홈구장)
- 대전월드컵경기장 보조경기장 (실업축구 K3리그 대전 코레일 홈구장)
- 노은1동 행정복지센터
- 호남고속도로지선 유성 나들목
- 대전노은초등학교
- 대전노은중학교
- 대전노은고등학교
- 열매마을 8~11단지

## 승차량 변동
| 역 노선 | 1일 평균 승차 인원 | 1일 평균 승차 인원 | 1일 평균 승차 인원 | 1일 평균 승차 인원 | 1일 평균 승차 인원 | 1일 평균 승차 인원 | 1일 평균 승차 인원 | 1일 평균 승차 인원 | 1일 평균 승차 인원 | 1일 평균 승차 인원 |
| 역 노선 | 2006년             | 2007년             | 2008년             | 2009년             | 2010년             | 2011년             | 2012년             | 2013년             | 2014년             | 2015년             |
| ------- | ------------------ | ------------------ | ------------------ | ------------------ | ------------------ | ------------------ | ------------------ | ------------------ | ------------------ | ------------------ |
| 1호선   | 미개통             | 1,666              | 1,815              | 1,987              | 2,220              | 2,397              | 2,428              | 2,512              | 2,484              | 2,429              |
| 1호선   | 2016년             | 2017년             | 2018년             | 2019년             | 2020년             |                    |                    |                    |                    |                    |
| 1호선   | 2,393              | 2,544              | 2,740              | 2,758              |                    |                    |                    |                    |                    |                    |

## 갤러리

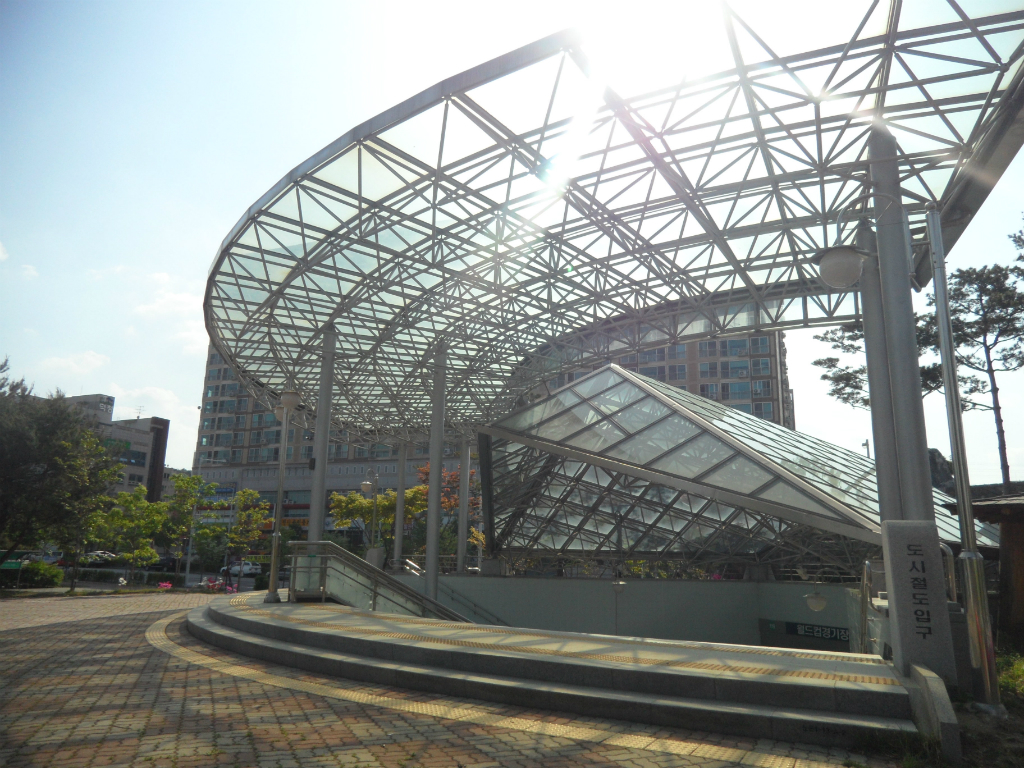
7번 출입구
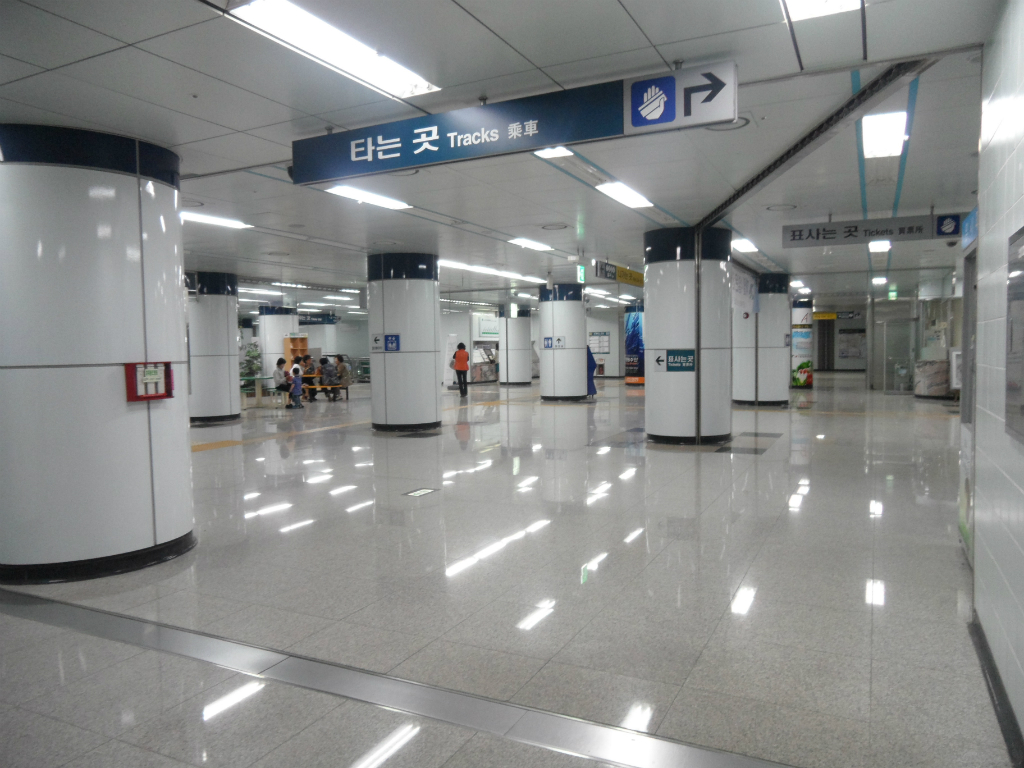
대합실
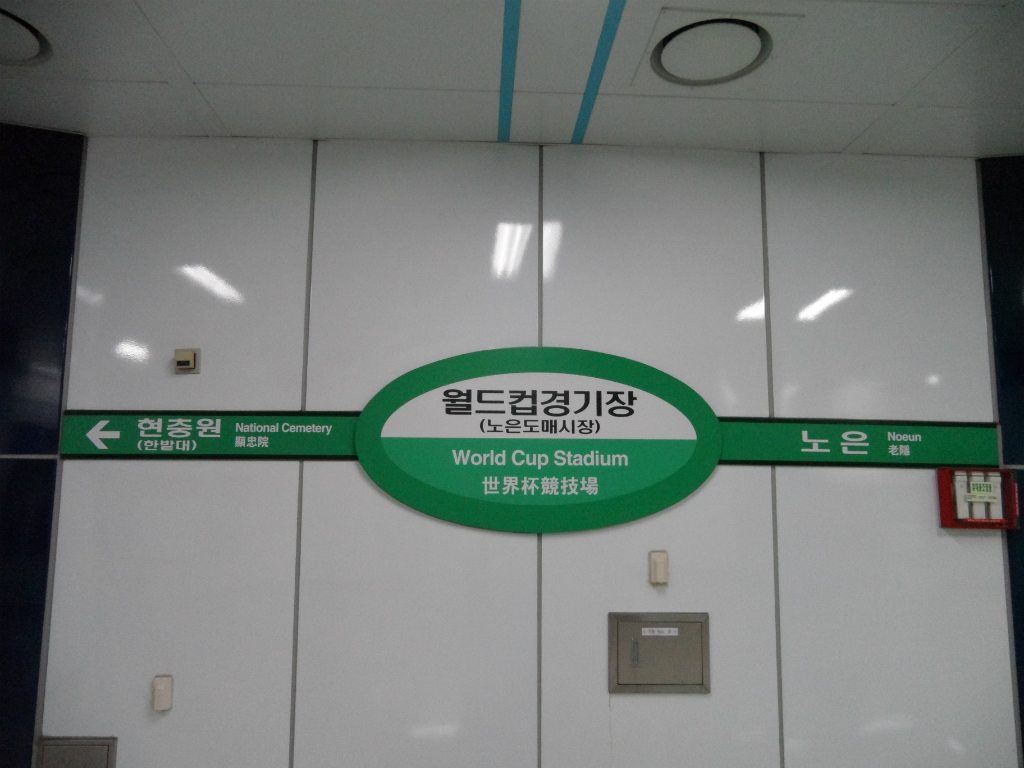
판암 방향 역명판

## 인접한 역
| 대전 도시철도 1호선  | 대전 도시철도 1호선   | 대전 도시철도 1호선 |
| -------------------- | --------------------- | ------------------- |
| 118 현충원 판암 방면 | ● 대전 도시철도 1호선 | 120 노은 반석 방면  |